# Fontaine-sous-Jouy
Fontaine-sous-Jouy es una localidad y comuna francesa situada en la región de Alta Normandía, departamento de Eure, en el distrito de Évreux y canton d'Évreux-Est.

## Demografía
| 369 | 394 | 438 | 478 | 618 | 749 |
| Para los censos de 1962 a 1999 la población legal corresponde a la población sin duplicidades (Fuente: INSEE [Consultar]) |     |     |     |     |     |

## Administración

### Alcaldes
- Desde marzo de 2008: Jacques Pouchin
- De marzo de 2001 a marzo de 2008: Pierre Hébert